# Anton Meguerditchev
Anton Evguenievitch Meguerditchev (en russe : Антон Евгеньевич Мегердичев), né à Moscou (URSS) le 22 juillet 1969, est un réalisateur, scénariste et monteur russe, lauréat du prix TEFI en 2000 pour son documentaire Pouchkine Alive (avec Leonid Parfionov).
Son film Trois Secondes est présenté à Paris lors de la 16e semaine du nouveau cinéma russe en novembre 2018.

## Filmographie partielle

### Comme réalisateur
- 2007 : Boxe de l'ombre 2 : La Revanche (Бой с тенью 2: Реванш, Boy s teniou II. Revanch)
- 2010 : Dark Fantasy (Тёмный мир, Tiomny mir) (aussi monteur)
- 2013 : Subwave (Метро) (aussi co-scénariste)
- 2013 : Yolki 3 (Ёлки 3)
- 2017 : Trois Secondes (Движение вверх, Dvijenie vverkh, littéralement Mouvement vers le haut), d'après la biographie de Sergueï Belov, champion olympique de basketball,  à propos de l'entraîneur Vladimir Kondrachine
- 2021 : Land of Legends (Сердце Пармы)